# Anolis cymbops
Anolis cymbops (веракрузький аноліс Копа) — вид ігуаноподібних ящірок родини анолісових (Dactyloidae). Ендемік Мексики.

## Поширення і екологія
Веракрузькі аноліси Копа мешкають в горах Східної Сьєрра-Мадре в штатах Веракрус і Пуебла. Вони живуть в гірських тропічних лісах і хмарних лісах, на висоті 1000 м над рівнем моря.